# Keita Isozaki
Keita Isozaki (磯崎 敬太 Isozaki Keita?), född 17 november 1980 i Kanagawa prefektur, är en japansk fotbollsspelare.
Isozaki började sin karriär 1999 i Bellmare Hiratsuka (Shonan Bellmare). Efter Shonan Bellmare spelade han för Mito HollyHock, Vegalta Sendai och Sagan Tosu. Han avslutade karriären 2016.